# Аршакян, Герануш
Герануш (Наргиз) Аршакян (арм. Հերանուշ (Նարգիզ) Արշակեան; 28 июля 1887, Бешикташ, Стамбул — 27 марта 1905, Стамбул) — армянская поэтесса.

## Биография
Родилась в 1887 году в стамбульском районе Бешикташ. Отец — общественный деятель армянской общины, умер, когда Герануш было 3 года. В возрасте 10 лет Герануш пошла во французскую гимназию в районе Бакыркёй, затем перевелась через полтора года в армянскую школу Макрухян в Бешикташе.
Учителя Аршакян восхищались сочинениями девушки, однако по совету врачей ей пришлось переехать снова, уже за город. Она выехала в район Йедикуле, на ферму. До наших дней дошёл небольшой цикл стихов Аршакян, рассказов и несколько писем. В поэзии поэтессы отражались её разные мечты, грёзы и воспоминания, которые, по мнению литературоведов, обуславливались чувством ранней кончины отца и нищеты, усиленной туберкулёзом. Источником вдохновения для неё служили пейзажи окрестностей. В своих воспоминаниях она писала:

Зелены поля. Вижу я Константинополь с его вечно цветущими районами. За ним холмы и горы, скрытые туманом, и прекрасное Мраморное море, что колышется под огненными лучами солнца.

Герануш скоропостижно скончалась от туберкулёза 27 марта 1905 года. Её произведения были опубликованы в газете «Цагиг» (Цветок) уже после смерти поэтессы. В 1910 году Гранд Назарянц опубликовал книгу о жизни и творчестве Герануш Аршакян. Произведения её были переизданы в СССР в 1956 году в сборнике «Слёзы душ», а в 2018 году по мотивам её произведений в Сербии был поставлен спектакль «Найдём в друге то, чего у нас нет» театральной труппой из Стамбула «Hangardz».